# Колумбија на Зимским олимпијским играма 2010.
Колумбији је ово било прво учешће на Зимским олимпијским играма. На Олимпијским играма 2010., у Ванкуверу, Британска Колумбија у Канади учествовали су са једном учесницом, који се такмичила у две дисциплине алпског скијања. Заставу Колумбије на свечаном отварању носила је једнина такмичарка у алпском скијању Синтија Дензлер.

## Алпско скијање
| Такмичарке      | Дисциплина | Резултати     | Резултати     | Резултати     | Резултати     | Резултати      |
| Такмичарке      | Дисциплина | 1. трка       | 2. трка       | Укупно        | Заостатак     | Пласман/ учес. |
| --------------- | ---------- | ------------- | ------------- | ------------- | ------------- | -------------- |
| Синтија Дензлер | Слалом     | 1:01,14 (63)  | 1:01,25 (49)  | 2:02,39       | 19,50         | 51 / 55 (78)   |
| Синтија Дензлер | Велеслалом | Није завршила | Није завршила | Није завршила | Није завршила | Није завршила  |